# Drjanowo (gmina)
Drjanowo (bułg. Община Дряново) – gmina w centralnej Bułgarii, w obwodzie Gabrowo.

## Miejscowości
Miejscowości wchodzące w skład gminy Drjanowo:
- Bałwancite (bułg.: Балванците),
- Buczukowci (bułg.: Бучуковци),
- Carewa liwada (bułg.: Царева ливада),
- Czukowo (bułg.: Чуково),
- Denczewci (bułg.: Денчевци),
- Dłygnja (bułg.: Длъгня),
- Dobrenite (bułg.: Добрените),
- Docza (bułg.: Доча),
- Dołni Dragojcza (bułg.: Долни Драгойча),
- Dołni Wyrpiszta (bułg.: Долни Върпища),
- Drjanowo (bułg.: Дряново) – siedziba gminy,
- Durcza (bułg.: Дурча),
- Ganczowec (bułg.: Ганчовец),
- Gesza (bułg.: Геша),
- Głuszka (bułg.: Глушка),
- Golemi Byłgareni (bułg.: Големи Българени),
- Gorni Wyrpiszta (bułg.: Горни Върпища),
- Gostilica (bułg.: Гостилица),
- Gozdejka (bułg.: Гоздейка),
- Gyrnja (bułg.: Гърня),
- Ignatowci (bułg.: Игнатовци),
- Iskra (bułg.: Искра),
- Jantra (bułg.: Янтра),
- Kałomen (bułg.: Каломен),
- Karaiwanca (bułg.: Караиванца),
- Katrandżii (bułg.: Катранджии),
- Kereka (bułg.: Керека),
- Kosarka (bułg.: Косарка),
- Kumanite (bułg.: Куманите),
- Małki Byłgareni (bułg.: Малки Българени),
- Manoja (bułg.: Маноя),
- Pejna (bułg.: Пейна),
- Petkowci (bułg.: Петковци),
- Płaczka (bułg.: Плачка),
- Radowci (bułg.: Радовци),
- Ritja (bułg.: Ритя),
- Runja (bułg.: Руня),
- Rusinowci (bułg.: Русиновци),
- Sałasuka (bułg.: Саласука),
- Sjarowci (bułg.: Сяровци),
- Skałsko (bułg.: Скалско),
- Sławejkowo (bułg.: Славейково),
- Sokołowo (bułg.: Соколово),
- Szusznja (bułg.: Шушня),
- Turkincza (bułg.: Туркинча),
- Zaja (bułg.: Зая).